# Osse-en-Aspe
Osse-en-Aspe település Franciaországban, Pyrénées-Atlantiques megyében. Lakosainak száma 332 fő (2022. január 1.). Osse-en-Aspe Arette, Bedous, Lées-Athas, Lourdios-Ichère és Sarrance községekkel határos.

## Népesség
A település népességének változása:
| Lakosok száma | 330  | 323  | 338  | 325  | 328  | 330  | 333  | 332  | 332  |
|               | 2013 | 2015 | 2016 | 2017 | 2018 | 2019 | 2020 | 2021 | 2022 |